# Hoplophoropyga fulva
Hoplophoropyga fulva är en kackerlacksart som beskrevs av Karlis Princis 1963. Hoplophoropyga fulva ingår i släktet Hoplophoropyga och familjen småkackerlackor. Inga underarter finns listade i Catalogue of Life.